# Немда (мифология)
Не́мда (мар. «Лемде курык кугыза»; букв. «старик Немдинской горы») — в марийской мифологии эпический герой.

## Описание
В разных местах ему соответствовали Курукен, Кукарка, Чумбылат, Чоткар и т. д. В преданиях Немда легендарный военачальник луговых мари, похороненный в каменной горе (скале) Чумбылата на берегу реки Немды (Лемды), близ городища Кукарки, где последователи так называемой нижней веры поклонялись ему как высшему духу. В 1830 году гора Чумбылата была дважды взорвана по приказу митрополита Филарета.

## Мифы
Культ Немды (также Поро Лемде курык кугыза — «добрый старик Немдинской горы») относится к числу старейших (зафиксирован ещё в XVII в.). Согласно труду А. Олеария, мари почитали солнце, огонь, воду, луну, единого «бессмертного бога», а также чёрта, чьё святилище находилось на реке Немде, и злых духов, которым приносились умилостивительные жертвы.

В легенде рассказывается о том, как некогда Немда предводительствовал мари в войнах, ездил на (буром) белом коне. Кроме того у него был меч, начинавшийся светиться при приближении врагов. Перед смертью Немда ушел под камень, наказав людям призвать его в случае войны: для этого было нужно трижды объехать священный камень. Однажды мари призвали его без повода, и разгневанный дух сделал их всех своими рабами: они должны были жертвовать ему ежегодно жеребёнка. Жертв (овец, коз, гусей, уток, рябчиков, рыб) требовали его жена и множество слуг в святилище. Согласно другим источникам, Немда путешествует в серебряной повозке между Вяткой и Волгой, охраняя мари. Он одет в зелёный кафтан и красную шапку. Кто не уступит ему дорогу и коснется его лошади или колеса повозки, заболевает и, чтобы исцелиться, должен принести ему жертву. Иногда считали, что у Немды девять помощников, поэтому перед жертвенным деревом клали девять караваев хлеба.

## Близкие образы
Сходные сюжетные мотивы прослеживаются в легендах о Чоткаре, Чумбылате и Чучке. Скорее всего это не имена самостоятельных персонажей, а варианты одного и того же имени (со значениями «сильный», «крепкий»). Как и Немду, Чоткара будят без повода, после чего обиженный герой говорит, что больше не будет откликаться на зов и засыпает навсегда. В предании о Чумбылате рассказывается о том, что этот герой был верным защитником своего народа. Он неукоснительно выполнял своё обещание: каждый раз, когда нападал враг, Чумбылат в полном боевом снаряжении выезжал верхом из горы и разбивал врага. Но однажды дети, играя в войну, трижды вызвали его понапрасну. Чумбылат пришёл в ярость и объявил сородичам, что отныне он будет не помогать, а вредить им. Иногда, спящие витязи приравнивались к нарам (как, например, Чумбылат или Кугу виян — ÿлышан виян — общее название трёх силачей-всадников, стрелявших друг в друга с вершин трёх гор).